# Citharacanthus niger
Citharacanthus niger är en spindelart som beskrevs av Pelegrín Franganillo Balboa 1931. 
Citharacanthus niger ingår i släktet Citharacanthus och familjen fågelspindlar. Artens utbredningsområde är Kuba. Inga underarter finns listade i Catalogue of Life.